# Tour des Flandres 1988
La 72e édition du Tour des Flandres eut lieu le 3 avril 1988 et a couronné le Belge Eddy Planckaert. 197 coureurs étaient au départ de Saint-Nicolas, 88 arrivèrent à Meerbeke

## Parcours
Cette année, 12 difficultés sur un parcours de 264 kilomètres étaient au programme: 
- 1. Molenberg
- 2. Vieux Quaremont (Oude Kwaremont)
- 3. Paterberg
- 4. Kortekeer
- 5. Taaienberg
- 6. Berg ten Houte
- 7. Eikenberg
- 8. Varent
- 9. Leberg
- 10. Berendries
- 11. Mur de Grammont
- 12. Bosberg

## Résumé
Le début de course est marqué par la chute de Moreno Argentin.
Au sommet du Mur de Grammont, trois coureurs se sont échappés du groupe des favoris. Il s'agit d'Eddy Planckaert, de Phil Anderson et d'Adrie van der Poel. Mais ce dernier se fait distancer et ils ne sont plus que deux en tête au sommet du Bosberg. Sous l'impulsion de Sean Kelly, les poursuivants reprennent Adrie van der Poel. Le groupe de poursuivant est alors composé de Adrie van der Poel (PDM), Sean Kelly (KAS), Steven Rooks (PDM), Marc Sergeant (Hitachi), Charly Mottet (Système U), Rudy Dhaenens (PDM) et Gert-Jan Theunisse (PDM). Nettement plus rapide que son compagnon d'échappée, Eddy Planckaert bat facilement au sprint Phil Anderson gagnant ainsi cette 72e édition du Tour des Flandres.

## Classement
| Pos | Coureur             | Équipe    | Temps           |
| --- | ------------------- | --------- | --------------- |
| 1   | Eddy Planckaert     | ADR       | 7 h 27 min 28 s |
| 2   | Phil Anderson       | TVM       | mt              |
| 3   | Adrie van der Poel  | PDM       | à 18 s          |
| 4   | Sean Kelly          | KAS       | mt              |
| 5   | Steven Rooks        | PDM       | mt              |
| 6   | Marc Sergeant       | Hitachi   | mt              |
| 7   | Charly Mottet       | Système U | mt              |
| 8   | Rudy Dhaenens       | PDM       | mt              |
| 9   | Gert-Jan Theunisse  | PDM       | mt              |
| 10  | Giuseppe Calcaterra | Atala     | à 3 min 19 s    |